# 張子廉
張子廉（1893年1月9日－1971年4月27日），杭縣（今钱塘）人。上海製造局兵工機械學校畢業，中國洪門五聖山副山主、信廉堂堂主、上海特別市市民協會臨時執行委員會常務委員、市黨部商民部第3區黨部商運委員會組織科幹事，曾任三友實業社工程師。提倡“棉鐵救國”，創辦競勝機器廠。後又創辦三星毛巾廠。1923年將兩廠合併，改名三星棉鐵廠，任董事兼總經理。上任後積極整頓企業，倡導科學管理，業務日益發展。 1925年“五卅”慘案後參與聯合上海30多家中小國貨企業成立上海國貨團。1927年3月20日參與發起成立上海市臨時商民協會執行委員會，任常務委員。同年參與發起成立上海機制國貨工廠聯合會，擔任執行委員。1930年7月在上海創辦中華國產聯合大商場，又參與組織國貨公司，任浙江國貨公司常務董事兼經理。活動於杭州、上海、香港、重慶等地，是辛亥革命首役同志及抗日有功愛國人士。

## 生平
辛亥革命，1911年11月5日，革命黨以敢死隊為先鋒，其第4隊的隊長叫蔣介石，第5隊隊長叫王金髮，分路攻襲府城杭州，張子廉偷取綠營全部炮閂，官軍不能發炮，轉眼潰散。嗚呼噫嘻，這就是辛亥年的東南局面。
1923年，朱卓文、梅光培、明德、向海潛、張子廉等5人在上海創立洪門五聖山，分仁文、義衡、禮德、智松、信廉5堂，推向海潛為總山主。
第一次淞滬戰爭，1932年1月29日，上海市民聯合會義勇軍委員會代表王屏南、蔣君毅、張子廉到軍部，要求允許上海市民義勇軍參加抗戰。 蔡廷鍇介紹他們到閘北七十八師翁照垣旅長處接洽。
香港保衛戰（1941年12月8日－12月26日），1941年12月12日，港英政府刑事偵緝處（Crime Investigation Department, CID）處長助理警司修夫頓（F. W. Shaftain）、警務處長俞允時（John Pennefather-Evans）、國民政府駐港全權聯絡代表兼中國國民黨港澳總支部主任委員陳策將軍、副官余兆麒，約見五名香港島的幫會代表談判。考量到這些愛國幫會人士可能不會收「洋鬼子」的錢，國民政府還透過青幫大老杜月笙門生張子廉提供20,000港元的傭金給這些幫會代表。揪出日本混入香港民間秘密行事的第五縱隊。
1942年，民國三十一年。日本侵略中國到了最嚴重的階段，國民黨的民國政府遷到重慶。當時的國民黨政府主席林子超以及其各部會官員，除了一面忙於戰事，為了安定人心，還派出了屈映光、張子廉兩位居士到雲居山，代表國民黨政府歡迎虛老赴重慶主建息災法會。